# Danilo Rinaldi
Danilo Rinaldi, né le 18 avril 1986 à San Nicolás de los Arroyos, est un footballeur international Saint-Marinais. Il joue au poste de milieu gauche à la SP La Fiorita.

## Biographie

### En club
Danilo Rinaldi commence sa carrière dans les divisions inférieures argentines, au Chacarita Juniors, puis au Conesa FC, au General Rojo UD et au CSD La Emilia.
En 2008, il rejoint Saint-Marin sur le conseil de son cousin, qui y a émigré pour travailler et jouer au rugby. Il rejoint alors le SS Virtus, avec qui il évolue durant deux saisons, avant de revenir en Argentine entre 2010 et 2012, au Conesa FC.
De retour à Saint-Marin au SP La Fiorita, il dispute le 12 juillet 2012 son premier match en compétition européenne au premier tour de qualification à la Ligue Europa, contre le Liepājas Metalurgs (défaite 4-0). Il fait ses débuts en Ligue des champions le 1er juillet 2014 contre le Levadia Tallinn (défaite 0-1 au premier tour de qualification).
La même année, il réalise un essai avec le club chinois du Chengdu Tiancheng, qui ne s'avère pas concluant pour des raisons extra-sportives.

### En sélection
Seulement trois mois après son arrivée dans le pays, le 19 novembre 2008, Rinaldi honore sa première sélection en équipe de Saint-Marin contre la République Tchèque (défaite 0-3), en remplaçant Matteo Vitaioli à la 88e minute de jeu,. Ce match s'inscrit dans le cadre des qualifications à la Coupe du monde 2010.
Il inscrit son premier but en équipe nationale le 14 août 2012 sur penalty dans le temps additionnel d'un match amical perdu 3-2 face à Malte.

### Vie personnelle
Le championnat de Saint-Marin étant semi-professionnel, Rinaldi travaille l'après-midi dans une usine de meubles, en compagnie d'un autre footballeur argentin représentant Saint-Marin, Adolfo Hirsch.
Un de ses grands-pères, originaire de Saint-Marin, est allé vivre en Argentine lors de la jeunesse de Danilo Rinaldi, ce qui a permis de favoriser sa naturalisation sportive.

## Palmarès
SP La Fiorita
- Championnat de Saint-Marin (4) :
  - Champion : 2013-14, 2016-17, 2017-18 et 2021-22.

- Coupe de Saint-Marin (4) :
  - Vainqueur : 2012-13, 2015-16, 2017-18 et 2020-21.

- Supercoupe de Saint-Marin (3) :
  - Vainqueur : 2012, 2018 et 2021.